# Eksorcisme
Eksorcisme (græsk: ἐξορκισμός, exorkismos "besværgelse", af exorkizein "forbande", af ex- og horkos "ed") eller djævel – eller dæmonuddrivelse er uddrivelse af dæmoner eller andre onde ånder, som har taget kontrol over en person eller et objekt. Denne praksis er gammel og brugt i mange trossamfund og sekter: islam, den katolske kirke, i andre kristne bevægelser og i Folkekirken, som vist i Den apostolske trosbekendelse, der indledes med Vi forsager Djævelen og alle hans gerninger og alt hans væsen og i dåbsritualet.
En eksorcist udfører djævleuddrivelse. Det er ofte en præst eller en person med særlige fuldmagter eller færdigheder. I den katolske kirke er det en biskop eller en præst, der er udpeget af biskoppen. I Danmark er én kristen eksorcist. Dog kan præster uden biskoppens autorisation udføre eksorcisme. Eksorcisten bruger sakramentalier som bønner, faste formler og besværgelser, kors og andre symboler, ikoner, amuletter og vievand. Eksorcisten påberåber sig normalt overnaturlig kraft, som skal uddrive en dæmon eller en anden ond ånd.